# Вязьевский сельсовет
Вя́зьевский сельсовет — административная единица на территории Осиповичского района Могилёвской области Белоруссии. Административная центр — агрогородок Вязье.

## Географическое положение
Вязьевский сельсовет находится в центральной части Осиповичского района, граничит с Ясенским, Протасевичским, Липенским, Лапичским и Татарковским сельсоветами.
Административный центр сельсовета — агрогородок Вязье — расположен в 7 км к северу от Осипович на берегу Осиповичского водохранилища и находится в 3-х км от автодороги Минск — Бобруйск.

## История
В начале 1930-х годов на территории сельсовета были образованы 6 коллективных хозяйств.
В 1950 году несколько колхозов объединились в «Авангард». Многие годы его возглавляли орденоносец В. Т. Климович и Герой Социалистического Труда М. Д. Воробей.
В годы войны зимой 1943 года произошла страшная трагедия в Большой Гороже. Немецко-фашистские оккупанты зверски замучили 330 жителей: стариков, женщин, детей — и стерли с земли деревню и поселок Май. В том же году была сожжена д. Замошье (убито 50 жителей).
В 1974 году в деревне Большая Горожа установлен обелиск жертвам фашизма, в деревне Замошье на братской могиле воинов и партизан — памятник.
В 1987 году в деревне Вязье открыт мемориальный комплекс в честь земляков, погибших в годы Великой Отечественной войны.
После войны была построена Осиповичской ГЭС, и 3 ноября 1953 года гидро-генераторы дали первый ток. Сегодня Осиповичская ГЭС входит в общую кольцевую систему Республики Беларусь.
Созданная в 1980 году на берегу Осиповичского водохранилища детская спортивно-оздоровительная гребная база является крупным спортивным объектом, на котором проводятся областные и республиканские соревнования, а также спортивные сборы команд, а также ежегодно работает летний спортлагерь для детей.
В феврале 2002 года, в связи с упразднением Осиповичского сельсовета в состав Вязьевского сельсовета были включены населённые пункты: Агула, Большая Горожа, Бродище, Булгары, Замошье, Заселечье, Литвиново, Лучицы, Малая Горожа, Октябрь, станция Осиповичи-II, Ясенец.
В 2005 году в Осиповичском районе образован первый агрогородок — деревня Вязье образована в агрогородок. 
В период с 2005 по 2007 годы здесь введено в эксплуатацию около 30 жилых домов, произведена газификация 4 улиц.

## Состав
Вязьевский сельсовет включает 22 населённых пунктов:
- Агула — деревня.
- Большая Горожа — деревня.
- Бродище — деревня.
- Булгары — деревня.
- Верейцы — деревня.
- Вязье — агрогородок.
- Деменка— деревня
- Замошье — деревня.
- Заселечье — деревня.
- Зборск — деревня.
- Комарин — деревня.
- Ленина — деревня.
- Литвиново — деревня.
- Лучицы — деревня.
- Малая Горожа — деревня.
- Октябрь — деревня.
- Орча — деревня.
- Паташня — деревня.
- Смык — деревня.
- Теплухи — деревня.
- Станция Осиповичи-III — деревня.
- Ясенец — деревня.

Упразднённые населённые пункты: 
- Станция Осиповичи-II[2] — деревня (2012 г.)

## Промышленность и сельское хозяйство
На территории сельсовета находятся:
- СПК «Авангард»
- ОАО «Свислочь»
- ЗАО «Тоса»
- Осиповичская ГЭС
- Две железнодорожные станции
- Воинская часть
- Крестьянско-фермерское хозяйство «Лесное»
- Вязьевское и Брицаловичское лесничества

## Образование, культура, социальная сфера
На территории сельсовета работают Вязьевская средняя и Замошская базовая школы, около 40 учреждений социальной и бюджетной сферы.
В 1986 году создан ансамбль белорусской песни и музыки «Вязанка» Вязьевского СДК, которому в 2000 году присвоено звание народного.
Коллектив ансамбля неоднократно становился лауреатом международных фестивалей в России и Молдове.